# Adalbert
Adalbert je mužské jméno germánského původu. Vzniklo ze staroněmeckého slova adalberaht a vykládá se jako vznešený, nádherný, skvějící se přednostmi, urozený. Jména Albrecht a Albert pocházejí ze stejného základu. Podle českého kalendáře má svátek 21. listopadu.

## Domácí podoby
Adík, Berta, Bertík, Bertíček, Adouš, Albert

## Adalbert v jiných jazycích
- Německy, anglicky: Adalbert
- Italsky: Adalberto
- Maďarsky: Adalbert
- Španělsky: Adalberto nebo Edilberto
- česky: Vojtěch

Jméno Adalbert bývá považováno za německý protějšek českého jména Vojtěch (slovensky Vojtech, polsky Wojciech). V německy psaných matrikách českých farností z první poloviny 19. století jsou Vojtěchové většinou zapsáni jako Adalbertové. K této záměně došlo tak, že Vojtěch přijal své biřmovací jméno na počest svého mentora, magdeburského arcibiskupa Adalberta. Svatý Vojtěch je tak mimo západoslovanskou oblast znám především pod svým biřmovacím jménem Adalbert.

## Známí Adalbertové
světci
- Svatý Adalbert, magdeburský arcibiskup
- Svatý Vojtěch, druhý pražský biskup, biřmovacím jménem Adalbert
- Adalbert z Egmondu († 740), northumbrijský misionář

vladaři
- Adalbert I. († 923/4), markrabě ivrejský
- Adalbert II. Ivrejský (931/2/6 – 971/2/5), italský král
- Adalbert II. Toskánský († 915), markrabí
- Adalbert III. viz Vojtěch III. Salcburský (1145-1200), salcburský arcibiskup
- Adalbert Štýrský († 1080/1082), štýrský markrabě
- Adalbert Vilém Bavorský (1828-1875), bavorský a řecký princ

příjmení
- Max Adalbert (1874-1933), německý divadelní a filmový herec

rodné jméno
- Adalbert Stifter – rakouský spisovatel